# Nagroda Literacka Nike

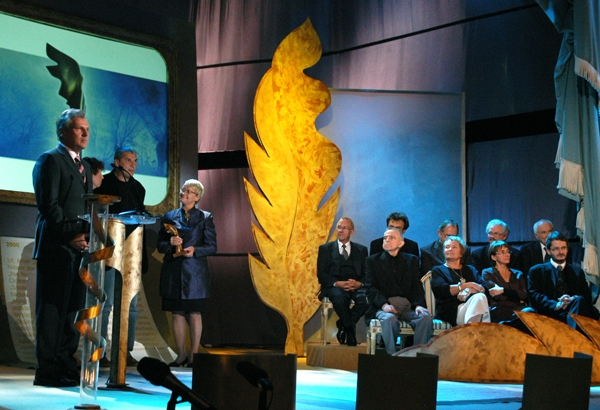
Cerimonia dei Nike 2005 con l'ex presidente polacco Aleksander Kwaśniewski

Il Nagroda Literacka Nike ("premio letterario Nike") è uno dei premi più prestigiosi per la letteratura polacca. 

## Storia
Istituito nel 1997 e finanziato da Gazeta Wyborcza, diffuso quotidiano della Polonia, e dall'azienda di consulenza NICOM, viene conferito annualmente in ottobre per il miglior libro di un autore singolo vivente che scrive in polacco pubblicato nell'anno precedente. È aperto a candidati di tutti i generi letterari, inclusi i saggi e le autobiografie. Ogni anno, una giuria di nove membri seleziona il premiato in un processo a tre stadi. Ventuno candidati ufficiali sono accettati nel mese di maggio, di cui sette finalisti sono dichiarati in settembre. La decisione finale avrà luogo il giorno della cerimonia di premiazione in ottobre. Il premio è costituito da una statuetta disegnata dal famoso scultore polacco Gustaw Zemła e da un premio in contanti. Oltre al premio principale della giuria, c'è un premio del pubblico basato sul risultato di un voto sui sette finalisti ufficiali condotti da Gazeta Wyborcza. I verdetti del pubblico e della giuria hanno combaciato solo occasionalmente (2000, 2001, 2004 e 2021).

## Premiati

### Premiati della giuria
- 1997 – Wiesław Myśliwski, Widnokrąg
- 1998 – Czesław Miłosz, Piesek przydrożny (ed. italiana: Il cagnolino lungo la strada, a cura di Andrea Ceccherelli, Adelphi, Milano, 2002)
- 1999 – Stanisław Barańczak, Chirurgiczna precyzja
- 2000 – Tadeusz Różewicz, Matka odchodzi
- 2001 – Jerzy Pilch, Pod Mocnym Aniołem
- 2002 – Joanna Olczak-Roniker, W ogrodzie pamięci
- 2003 – Jarosław Marek Rymkiewicz, Zachód słonca w Milanówku
- 2004 – Wojciech Kuczok, Gnój
- 2005 – Andrzej Stasiuk, Jadąc do Babadag
- 2006 – Dorota Masłowska, Paw królowej
- 2007 – Wiesław Myśliwski, Traktat o łuskaniu fasoli
- 2008 – Olga Tokarczuk, Bieguni
- 2009 – Eugeniusz Tkaczyszyn-Dycki, Piosenka o zaleznosciach i uzaleznieniach
- 2010 – Tadeusz Słobodzianek, Nasza Klasa
- 2011 – Marian Pilot, Pióropusz
- 2012 – Marek Bieńczyk, Książka twarzy
- 2013 - Joanna Bator, Ciemno, prawie noc[1]
- 2014 – Karol Modzelewski,  Zajeździmy kobyłę historii. Wyznania poobijanego jeźdźca[2]
- 2015 – Olga Tokarczuk, Księgi Jakubowe
- 2016 – Bronka Nowicka, Nakarmić kamień[3]
- 2017 – Cezary Łazarewicz, Żeby nie było śladów. Sprawa Grzegorza Przemyka[4]
- 2018 – Marcin Wicha, Rzeczy, których nie wyrzuciłem
- 2019 – Mariusz Szczygieł, Nie ma
- 2020 – Radek Rak, Baśń o wężowym sercu albo wtóre słowo o Jakóbie Szeli
- 2021 – Zbigniew Rokita, Kajś
- 2022 – Jerzy Jarniewicz, Mondo cane[5]
- 2023 – Zyta Rudzka, Ten się śmieje, kto ma zęby[6]

### Premiati dal pubblico
- 1997 – Olga Tokarczuk, Prawiek i inne czasy (edito in Italia da e/o nel 1999 col titolo Dio, il tempo, gli uomini e gli angeli e da nottetempo nel 2013 col titolo Nella quiete del tempo)
- 1998 – Zygmunt Kubiak, Mitologia Greków i Rzymian
- 1999 – Olga Tokarczuk, Dom dzienny, dom nocny (ed. italiana: Casa di giorno, casa di notte, Fahrenheit 451, 2007)
- 2000 – Tadeusz Różewicz, Matka odchodzi
- 2001 – ex aequo Jerzy Pilch, Pod Mocnym Aniołem e Jan T. Gross, Sąsiedzi (edizione inglese: Neighbors: The Destruction of the Jewish Community in Jedwabne, Princeton, NJ: Princeton University Press, 2001, ISBN 0-14-200240-2)
- 2002 – Olga Tokarczuk, Gra na wielu bębenkach (ed. italiana: Che Guevara e altri racconti, Forum, 2006)
- 2003 – Dorota Masłowska, Wojna polsko-ruska pod flagą biało-czerwoną (ed. italiana: Prendi tutto, Frassinelli, 2004)
- 2004 – Wojciech Kuczok, Gnój
- 2005 – Ryszard Kapuściński, Podróże z Herodotem (ed. italiana: In viaggio con Erodoto, Feltrinelli, 2005)
- 2006 – Wisława Szymborska, Dwukropek (ed. italiana: Due punti, Adelphi, 2005)
- 2007 – Mariusz Szczygieł, Gottland (ed. italiana: Gottland, nottetempo, 2009)
- 2008 – Olga Tokarczuk, Bieguni
- 2009 – Krzysztof Varga, Gulasz z turula
- 2010 – Magdalena Grochowska, Jerzy Giedroyc. Do Polski ze snu
- 2011 – Sławomir Mrożek, Dziennik 1962–1969
- 2012 – Andrzej Franaszek, Miłosz : biografia
- 2013 - Szczepan Twardoch, Morfina
- 2014 - Ignacy Karpowicz, Ości[7][8]
- 2015 – Olga Tokarczuk, Księgi Jakubowe
- 2016 – Magdalena Grzebałkowska, 1945. Wojna i pokój Magdaleny Grzebałkowskiej
- 2017 – Stanisław Łubieński, Dwanaście srok za ogon
- 2018 – Marcin Wicha, Rzeczy, których nie wyrzuciłem
- 2019 – Mariusz Szczygieł, Nie ma
- 2020 - Joanna Gierak-Onoszko, 27 śmierci Toby’ego Obeda
- 2021 – Zbigniew Rokita, Kajś
- 2022 – Joanna Ostrowska, Oni. Homoseksualiści w czasie II wojny światowej
- 2023 - Grzegorz Piątek, Gdynia obiecana. Miasto, modernizm, modernizacja 1920-1939